# Гай Лузон
Гай Лузон (івр. גיא לוזון, нар. 7 серпня 1975) — ізраїльський футболіст, що грав на позиції захисника. По завершенні ігрової кар'єри — футбольний тренер.

## Ігрова кар'єра
У дорослому футболі дебютував 1992 року виступами за команду клубу «Маккабі» (Петах-Тіква), кольори якої і захищав протягом усієї своєї кар'єри гравця. 1996 року у віці 26 років змушений був завершити ігрову кар'єру через травми.

## Кар'єра тренера
Розпочав тренерську кар'єру, повернувшись до футболу після невеликої перерви, 2001 року, очоливши тренерський штаб клубу «Маккабі» (Петах-Тіква), де працював з перервами до 2008 року. Крім цього очолював «Хапоель» (Тель-Авів), «Бней-Єгуду».
4 серпня 2010 року Лузон був призначений тренером молодої збірної Ізраїлю. Під його керівництвом команда брала участь в домашньому молодіжному Євро-2013, закінчивши груповий етап на третьому місці. Через це Лузон був підданий критиці і незабаром покинув молодіжку.
27 травня 2013 року підписав однорічний контракт з бельгійським «Стандардом» (Льєж). Призначення супроводжувалося протестом фанатів. Тим не менш, Лузон відкрив сезон тринадцятьма перемогами поспіль у всіх змаганнях, тим самим побивши рекорд клубу, який тримався чотирнадцять років. Загалом же сезон 2013/14 «Стандард»завершив на високому для себе другому місці в чемпіонаті і кваліфікувався до участі у Лізі чемпіонів. Утім й виступи на євроарені, й початок  сезону 2014/15 виявилися невдалими і 20 жовтня 2014 тренера було звільнено.
На початку 2015 року очолив тренерський штаб англійського «Чарльтон Атлетик», з якого був звільнений 24 жовтня того ж року після низки непереконливих результатів команди.
2016 року повернувся на батьківщину, де працював з тель-авівським «Хапоелєм», а згодом з «Маккабі» з Хайфи та «Бейтар» з Єрусалима, проте із жодною з цих команд не пропрацював й одного повного сезону.
Згодом у 2019-2021 роках знову тренував «Маккабі» (Петах-Тіква).

## Досягнення

### Як гравець
- Володар Кубка ізраїльської ліги (Кубка Тото): 1995

### Як тренер
- Володар Кубка ізраїльської ліги (Кубка Тото): 2004